# Castelfranco Veneto (stacja kolejowa)
Castelfranco Veneto (włoski: Stazione di Castelfranco Veneto) – stacja kolejowa w Castelfranco Veneto, w prowincji Treviso, w regionie Wenecja Euganejska, we Włoszech. Jest stacja węzłową na liniach Calalzo – Padewa, Trydent – Wenecja i Vicenza – Treviso.
Infrastruktura stacyjna jest zarządzana przez Rete Ferroviaria Italiana (RFI), natomiast budynkiem dworca zarządza Centostazioni, wchodzącej w skład Ferrovie dello Stato.

## Historia
W dniu 15 lipca 1908 stacja znalazła się na linii Mestre-Bassano, zarządzanej przez SIFV, która zarządzała stacją Castelfranco. Następnie zarządzaniem stacji zostało podzielone na dwie firmy wchodzące w skład FS.

## Infrastruktura
Stacja kolejowa posiada duży, trzypiętrowy budynek pasażerski. Na obsługę pasażerów składają się: kasy, poczekalnia jak również bar, znajdujące się na parterze budynku.
Na infrastrukturę torową składają się 4 perony i 7 torów, połączonych ze sobą przejściem podziemnym. Wszystkie perony posiadają wiaty peronowe.

## Linie kolejowe
- Calalzo – Padwa
- Trydent – Wenecja
- Vicenza – Treviso